# NGC 1150
NGC 1150 é uma galáxia lenticular (S0) localizada na direcção da constelação de Eridanus. Possui uma declinação de -15° 02' 55" e uma ascensão recta de 2 horas, 57 minutos e 01,3 segundos.
A galáxia NGC 1150 foi descoberta em 1886 por Frank Leavenworth.